# Shōsetsuka ni Narō
Shōsetsuka ni Narō (小説家になろう, lit. "Vamos nos tornar novelistas") é um website japonês baseado em conteúdos gerados pelos usuários voltado para a publicação de light novels. O website foi criado por Yusuke Umezaki e lançado em 2 de abril de 2004. O website permite que seus usuários publiquem e leiam light novels gratuitamente. O Shōsetsuka ni Narō hospeda mais de 400 mil light novels, possui mais de 800 mil usuários cadastrados e recebe aproximadamente 1 bilhão de visualizações por mês.
Diversas light novels inicialmente publicadas no website foram adquiridas por várias editoras para publicação em formato físico, como Log Horizon, que foi publicada no website a partir de 2010, até ser adquirida pela Enterbrain em 2011; e Mahouka Koukou no Rettousei, que foi publicada entre 2008 e 2011, quando foi adquirida pela Dengeki Bunko.
A editora Futabasha lançou em 30 de julho de 2014 a Monster Bunko, uma marca de impressão que publica séries de light novels exclusivamente originadas do Shōsetsuka ni Narō.

## Obras do website que foram selecionados por editoras
- Arifureta Shokugyou de Sekai Saikyou
- Honzuki no Gekokujō
- Desu Māchi Kara Hajimaru Isekai Kyōsōkyoku
- Watashi, Nōryoku wa Heikinchi de tte Itta yo ne!
- Hachinantte Sore wa Inai Deshō!
- Uchi no Ko no Tame Naraba, Ore wa Moshikashitara Maō mo Taoseru Kamoshirenai.
- Isekai wa Sumātofon to Tomo ni
- Infinite Dendrogram
- Isekai Chiito Majutsushi
- Isekai Izakaya "Nobu"
- Itai no wa Iya nano de Bōgyoryoku ni Kyokufuri Shitai to Omoimasu.
- Slime Taoshite 300-nen, Shiranai Uchi ni Level Max ni Nattemashita
- Kimi no Suizō o Tabetai
- Kenja no Mago
- Knight's & Magic
- Kono Subarashii Sekai ni Shukufuku wo!
- Log Horizon
- Maō-sama, Retry!
- Mushoku Tensei: Isekai Ittara Honki Dasu
- Otome Game no Hametsu Flag Shika Nai Akuyaku Reijō ni Tensei Shiteshimatta...
- Nidome no Jinsei o Isekai de
- Overlord
- Re:Zero Kara Hajimeru Isekai Seikatsu
- Isekai Shokudō
- Gaikotsu Kishi-sama, Tadaima Isekai e Odekake-chuu
- Kumo desu ga, Nani ka?
- Tensei Shitara Suraimu Datta Ken
- Mahouka Koukou no Rettousei
- Tate no Yūsha no Nariagari
- Honzuki no Gekokujō: Shisho ni Naru Tame niwa Shudan o Erandeiraremasen